# La Perla (entreprise)
Ne doit pas être confondu avec La Perla (centre clandestin de détention en Argentine).
Pour les articles homonymes, voir La Perla.
La Perla est une société spécialisée dans la lingerie haut de gamme. Fondée en Italie en 1954, elle a traversé de graves difficultés financières. Elle est, depuis 2018, détenue par l'investisseur Lars Windhorst (en), basé à Londres.

## Historique
Fondée en 1954 par Ada Masotti à Bologne, la marque utilise dès les années 60 des couleurs et des imprimés pour ses créations, tout en gardant une ligne minimaliste.
Plusieurs années après, Alberto Masotti (le fils) reprend la direction de la marque, en collaboration avec sa femme Olga (qui lance la gamme de maillots de bain en 1975).
Le premier parfum sort en 1986, suivi quelque temps après de deux autres fragrances.
En 2002, une ligne de prêt-à-porter voit le jour, avec entre autres des robes légères s'inspirant de la lingerie.

Puis en 2003, c'est la luxueuse collection d'inspiration rétro « Black Label by La Perla » qui est lancée.
La marque est rachetée partiellement (70 %) par JH Partners en 2007 pour 270 millions de $, puis en totalité en 2008.
Fin 2010, La Perla sort la ligne « ShapeCouture » à base de Lycra. La marque voulant accéder à la tendance, surtout anglo-saxonne, du shapeweare[réf. souhaitée] qui « sculpte le corps ».
La Perla est commercialisé en France dans les grands magasins, ainsi que dans une boutique à son nom rue du Faubourg-Saint-Honoré à Paris, à Lille ou à Saint-Tropez.
En 2013, l'homme d'affaires Silvio Scaglia rachète aux enchères la marque en difficulté pour 69 millions d'euros par le biais de la holding familiale Pacific Global.
En 2014, La Perla se lance dans le linge de maison avec La Perla Home puis présente au début de l'année suivante, en parallèle du calendrier officiel de la Fashion Week de Paris, une collection intitulée La Perla Atelier,,.
En 2016, Julia Haart collabore avec La Perla pour les collections d'accessoires printemps/automne 2016, puis elle est nommée directrice créative de la marque ; elle lance une nouvelle approche du prêt-à-porter pour l'entreprise.
En décembre 2017, le groupe privé chinois  Fosun ne peut prendre, comme il l'avait annoncé, une participation majoritaire dans le capital de La Perla car La Perla est repris par un autre investisseur . 

### La Perla par Jean Paul Gaultier
Habitué à utiliser dans ses collections des balconnets, des laçages, des corsets, Jean Paul Gaultier a réalisé une ligne de lingerie luxueuse pour La Perla, avec 27 modèles (et 2 pièces en édition limitée) commercialisés en novembre 2010. Cette ligne complète (soutiens-gorge, body, culottes, corsets/guêpières, porte-jarretelles, culottes...), dans les tons poudrés ou noir-réglisse, reprend par ailleurs le principe du soutien-gorge conique qui a fait sa renommée avec Madonna en 1990.
Puis de nouveau l'année suivante, le couturier français collabore avec la marque pour une nouvelle collection (dont plusieurs nuisettes), en incluant des maillots de bain inspirés du bondage et reprenant le thème des rayures marines bleues.

### Marques
La Perla diffusait différentes lignes de produits, ou différentes marques, sous de nombreuses appellations (jusqu'à 27 au total) : La Perla Lingerie, La Perla prêt-à-porter, Black Label by La Perla, Bridal by La Perla,  Occhi Verde, La Perla Glamour, La Perla Studio, Anna Club, Joelle By La Perla, Malizia By La Perla, Grigioperla, Aquasuit.

Pratiquement toutes ont été supprimées pour ne conserver principalement que 3 à 4 marques : La Perla Studio (jeune et abordable), La Perla Villa Toscana (confort chic), La Perla (haut-de-gamme) et Nero Perla (pour hommes).
Black Label by La Perla, abandonnée un temps, apparait de nouveau sans régularité dans les collections.

### Anecdotes
- L'actrice française Eva Green porte La Perla dans le film Casino Royale.
- Dita von Teese porte La Perla dans la publicité Perrier.